# Aeroportul Inyokern
Aeroportul Inyokern (IATA: IYK, ICAO: KIYK, FAA LID: IYK) este un aeroport din California, Statele Unite ale Americii ce deservește zona Inyokern⁠(d). Aeroportul a fost tranzitat în 2019 de 6 pasageri. A fost numit după zona deservită.
Situat la o altitudine de 749 m, aeroportul dispune de 3 piste.

## Infrastructură

### Piste
Aeroportul dispune de 3 piste: 
- pista 02/20 din asfalt, cu dimensiunile 6.275 picioare × 75 picioare
- pista 10/28 din asfalt, cu dimensiunile 4.150 picioare × 75 picioare
- pista 15/33 din asfalt, cu dimensiunile 7.100 picioare × 75 picioare